# Guillaume Ouvrouin (évêque de Rennes)
Pour les articles homonymes, voir Ouvrouin.
Guillaume Ouvrouin ou encore Pierre Guillaume Ouvrouin (mort le 12 juin 1347), évêque de Rennes, religieux français

## Biographie
Membre d'une famille puissante originaire de Laval les Ouvrouin, il est le second fils de Jean Ouvrouin, sénéchal de Guy X de Laval.
Il eut pour premier bénéfice une des prébendes de la collégiale de Notre-Dame du Bourg-Chevreau, dont il était pourvu dès 1320 au plus tard. Jean XII lui accorda une autre prébende dans l'église de Tréguier, dont il était déjà chanoine, le 12 mars 1320, et l'autorisation de s'inscrire en expectative sur l'évêché de Tréguier, Saint-Vincet du Mans, et sur les chapitres d'Angers et du Mans, le 5 janvier 1321.
Archidiacre de Plougastel, et, le 7 juillet 1324, le canonicat de la cathédrale du Mans laissé vacant par résignation de Guy de Laval, nommé à l'évêché de Quimper. Il commença sa rigoureuse au Mans, le 30 juin 1325. Le 28 avril 1325, il prit possession du temporel dont jouissait Gervais Leber, archidiacre de Montfort
L'influence de Guy IX de Laval à la cour du duc de Bretagne fit pourvoir Guillaume Ouvrouin de l'évêché de Rennes, le 18 mai 1328.
Il prit part au concile de Château-Gontier en 1336, visita au Mans l'évêque Guy de Laval en 1337, fit le voyage de Rome, en 1341, montra un louable courage pendant le siège de sa ville épiscopale en 1343.
Jean II de Beaumont-Brienne fut l'objet de plaintes graves et de censures de la part de Guillaume Ouvrouin. Non content d'injurier le prélat, son suzerain, de s'emparer de son manoir de Ranée où il faisait apportrer ses grains, il avait maltraité plusieurs clercs et prêtres, en avait pris et détenu d'autres; quant au messager, porteur des lettres de l'évêque contre lui, il l'avait saisi dans le cloître de Saint-Melaine et, l'épée à la main, l'avait forcé de manger ces lettres. L'interdit jeté sur ses terres aux diocèses de Rennes et du Mans, il l'avait violé et fait violer à ses gens. L'évêque Guillaume Ouvrouing, le 28 août 1341, pria les évêques de Dol, de Léon et de Tréguier, de l'excommunier, lui et ses complices, nommément Bonabbe de Rougé, chevalier. Le mécréant se rendit et fut absous le 24 novembre 1341, à condition de payer une amende de 3000 florins, de rendre le manoir de Ranée et de réparer les injustices commises. 
Il effectue son testament le 27 mai 1347, et mourut le 12 juin suivant, fondant des obits en sa cathédrale, à Saint-Melaine, à Saint-Georges, à Rillé, à Saint-Sulpice-des-Bois, et demandant à être enterré dans la chapelle du Cimetière-Dieu de Laval, construite par son père et dotée par lui de quatre chapellenies.

## Gisant

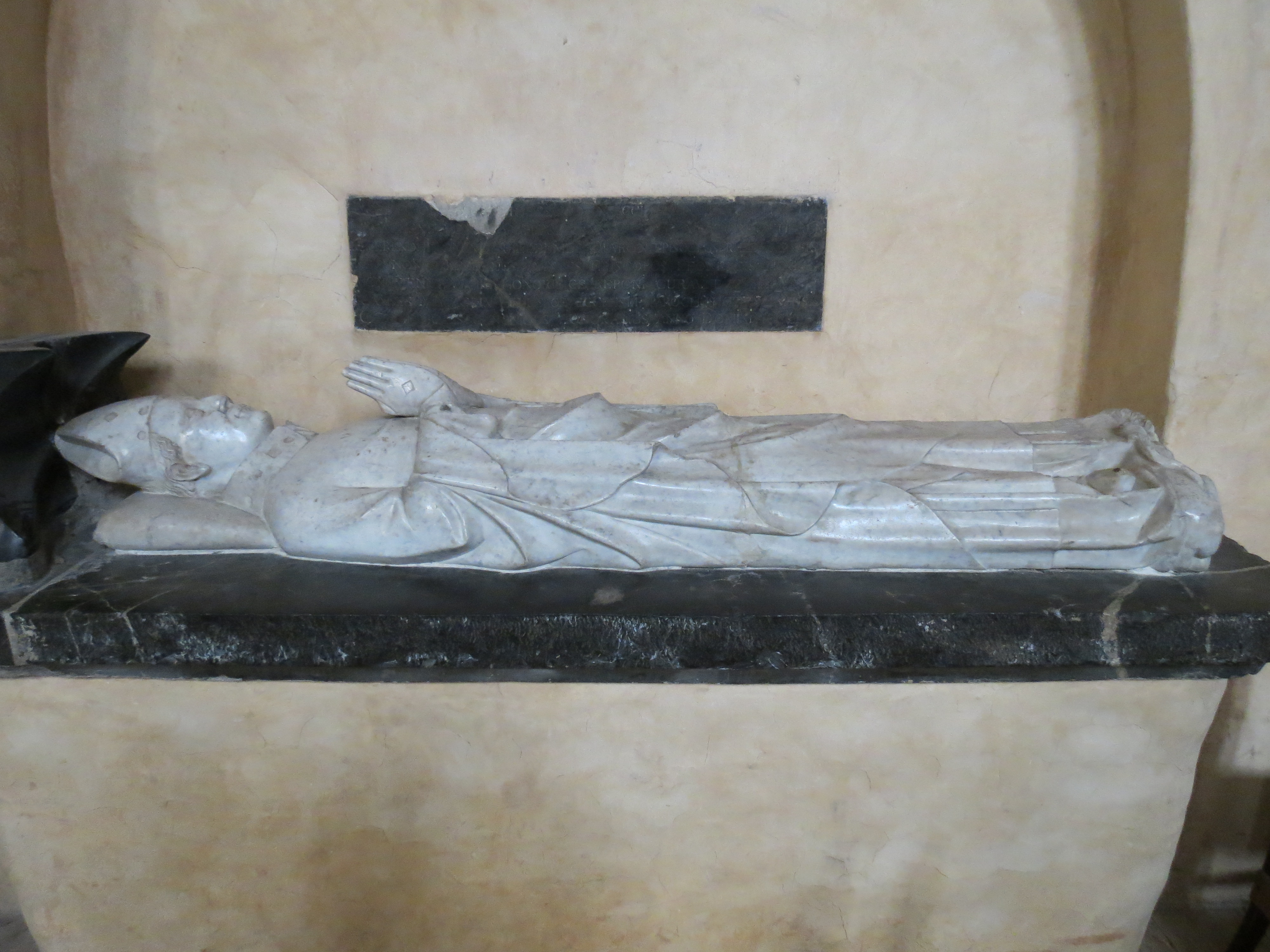
Le gisant de Guillaume Ouvrouin.

La pierre tombale, où sa statue est sculptée, a été transférée dans l'église de la Trinité de Laval, avec une inscription qui contient plusieurs erreurs. Son gisant est encore visible dans la nef. Le tombeau se trouvait à l'origine dans un cimetière, et il n'a été transféré dans la cathédrale qu'en 1808. L'enfeu qu'il occupe contenait auparavant les restes d'un couple de bourgeois lavallois du XIVe siècle.

## Source
- (la) Jean-Barthélemy Hauréau, Gallia Christiana, vol. XIV Provincia Turonensi, Paris, Firmin-Didot, 1856, p. 756 Episcopi Redonensis LII Guillelmus III